# Хейтли, Том
Том Хейтли (англ. Tom Hateley; род. 12 сентября 1989, Монте-Карло) — английский футболист, полузащитник польского клуба «Пяст».

## Биография
Том Хейтли родился 12 сентября 1989 года в Монте-Карло, в футбольной семье. Его дед Тони Хейтли и отец Марк Хейтли также были футболистами. Во время рождения сына Марк был игроком клуба «Монако».

### Клубная карьера
Воспитанник клуба «Рединг». На взрослом уровне дебютировал в клубе одной из низших английских лиг «Бейзингсток Таун», где выступал на правах аренды. Летом 2009 года подписал контракт с клубом шотландской Премьер-лиги «Мазервелл», за который выступал до 2013 года. За время проведённое в клубе сыграл 148 матчей и забил 9 голов в чемпионате Шотландии, а также выступал за команду на предварительных стадиях еврокубков. 21 сентября 2013 года перешёл в клуб английской Лиги 1 «Транмир Роверс», однако не смог закрепиться в команде и уже через полгода, 23 января 2014 года перешёл в клуб чемпионата Польши «Шлёнск». За 2 года в клубе провёл 71 матч и забил 1 гол в чемпионате Польши. В сентябре 2016 года вернулся в Шотландию, где подписал контракт с командой «Данди». Зимой 2018 года в качестве свободного агента перешёл в польский «Пяст».

## Достижения
«Мазервелл»
- Финалист Кубка Шотландии: 2010/2011

«Пяст»
- Чемпион Польши: 2018/19